# Estação Oskar-Helene-Heim
A Estação Oskar-Helene-Heim é uma estação do metrô de Berlim, na linha U3, e foi inaugurada em 22 de Dezembro de 1929. A estação se localiza no bairro de Dahlem, na Clayallee, perto do cruzamento com a Argentinische Allee.
A estação recebeu o mesmo nome do hospital vizinho, que atualmente se chama Behring-Krankenhaus, construído por Oskar e Helene Pintsch.